# 希德姐妹幫
《希德姐妹幫》（英語：Heathers）是一部於1989年上映的美國青少年黑色幽默電影。編劇為丹尼爾·沃特斯、導演則是邁克爾·萊曼。兩人都是首次執導電影。主演為薇諾娜·瑞德、克利斯汀·史萊特、Shannen Doherty、Lisanne Falk、Kim Walker、Penelope Milford。劇情講述一所俄亥俄州高中內，圍繞在四位女高中生的小團體故事──其中三位名作希德（Heather），而第四位則受一位謀殺學生、並將其掩飾為意外身亡的厭世同學所困。
在沃特斯起初撰寫希德姐妹幫的待售劇本時，出於對史丹利·庫柏力克執導的黑色喜劇《奇愛博士》的欣賞，起初希望讓他執導此片。沃特斯刻意藉著充滿黑色幽默般的諷刺，描繪高中生活，令此作與1980年代樂觀風氣下的青少年電影──特別是約翰·休斯的作品──形成強烈對比。
《希德姐妹幫》在1988年2月到3月於洛杉磯拍攝，並於1989年1月21日在日舞影展上映，隨後由新世界影業於1989年3月31日在電影院上映。之後，該作獲得了獨立精神獎的最佳首部影片。沃特斯也因為該片編劇而獲得了愛倫坡獎的最佳電影劇本。此片自此開始風靡、並被選為最經典的List of coming-of-age stories之一。另外，還有以本片改編的音樂劇與電視劇。

## 劇情
故事設定在俄亥俄州的虛構都市舍伍德（Sherwood）的韋斯特堡高中（Westerburg High School）。女主角薇蘿妮卡·索耶（Veronica Sawyer）是一個小團體的成員。小團體由三位有錢、為人畏懼的同名美女所組成：希德·錢德勒（Heather Chandler）、希德·杜克（Heather Duke）、以及希德·麥克納馬拉（Heather McNamara）。其中帶頭的是希德·錢德勒。四人喜歡在薇蘿妮卡的後院玩槌球。但薇蘿妮卡厭倦小團體對權力的濫用、並懷念起以前沒那麼受歡迎，但更加友善的友誼。此時，她看到了極為叛逆的轉學生「J.D.」傑森·狄恩（Jason "J.D." Dean）對著學校足球隊的科特·凱利（Kurt Kelly）與拉姆·史威尼（Ram Sweeney）開了空包彈。這個舉動讓薇蘿妮卡愛上了他。
薇蘿妮卡與錢德勒一同參加了兄弟會派對。當錢德勒在派對被迫口交時，薇蘿妮卡不但拒絕發生性關係、喝醉的她還在錢德勒面前嘔吐。錢德勒對此憤怒交加，誓言要毀了薇蘿妮卡的名譽。之後稍晚，J.D.突然來到薇蘿妮卡的家。兩人在外面發生發生性關係後，互相吐露對錢德勒的厭惡。第二天，薇蘿妮卡與J.D.兩人來到錢德勒的家，試圖給她假解酒液，令其嘔吐來對她報仇。J.D.打算用排水管清潔劑當作假解酒液，但薇蘿妮卡反對J.D.的點子、並改用柳橙汁配牛奶取代。然而薇蘿妮卡卻把原本的排水管清潔劑，當成她的柳橙汁牛奶帶過去。J.D.看到也假裝不知情，讓錢德勒喝到排水管清潔劑，被其毒死。薇蘿妮卡被錢德勒的死嚇到，J.D.建議薇蘿妮卡偽造錢德勒的遺書、以假造她自殺的假象。之後，眾人把錢德勒的自殺，當成是問題少年做出的悲慘決定，使她比生前更受崇拜。同時杜克也藉由錢德勒的喪禮博得影響力，成了小團體的新領導。
在喪禮後，麥克納馬拉試圖說服薇蘿妮卡與科特和拉姆見面，以促成四人約會。拉姆在約會中，強暴麥克納馬拉的同時；J.D.在晚上見到薇蘿妮卡等人，薇蘿妮卡因為配對的科特昏倒，就與J.D.一同離開。第二天，科特等人開始散佈薇蘿妮卡與他們口交的傳言、試圖藉此打擊薇蘿妮卡的名譽。J.D.對此建議薇蘿妮卡引誘兩人到森林中槍斃他們，並營造兩人相愛、因此相約自殺的假象以羞辱兩人。稍後，J.D.在森林槍殺了拉姆，但薇蘿妮卡不小心失手讓科特逃過一劫。兩人追上了科特、而薇蘿妮卡在發現自己彈發的子彈，是致命的以後槍殺了科特。隨後兩人回到旅行車上親熱以騙過警察。但是在科特與拉姆的喪禮中，兩人反而被視為恐同風氣的犧牲者。與此同時，薇蘿妮卡對於J.D.受雙親影響的行為感到越來越不安，最後決定與他分手。
J.D.之後要求杜克給學生簽下「請願書」，主旨為集體自殺的遺書。但杜克對此並不清楚。之後，J.D.給了杜克錢德勒所用過的紅色髮圈束，標誌著她對學校的新權力。同時，一位肥胖並遭到霸凌的女學生瑪莎·杜史克（Martha Dunnstock）寫下遺書，試圖闖進車流中自殺。瑪莎受了重傷，卻活了下來，因此淪為其他同學的笑柄。麥克納馬拉之後在廣播中談到自己得了憂鬱症，卻因此遭到霸凌；她試圖在女廁所服藥自殺，但薇蘿妮卡阻止了她。
薇蘿妮卡回家後，雙親告訴她J.D.剛剛來家作客，並擔心她會自殺。J.D.還留了一張說他能模仿她筆跡的紙條、還在她房間裡放了個上吊的芭比娃娃。薇蘿妮卡稍晚被J.D.闖入她家殺害杜克的惡夢驚醒，意識到J.D.會殺掉自己，決定假裝自己上吊自殺。在J.D.發現薇蘿妮卡「自殺」後，獨白透露了他試圖在誓師大會引爆學校、並假造為集體自殺的計劃。
第二天，薇蘿妮卡來到鍋爐房，與正在埋下炸藥時的J.D.對質。前者隨後槍擊後者，並用彈簧刀切斷了雷管的電線。就在薇蘿妮卡離開前，J.D.綁著炸彈跟在她後面，發表遺言後引爆炸彈自殺。眾人跑去看爆炸現場的同時，全身上下一片髒亂的薇蘿妮卡，則回到房間裡找杜克，然後把她的紅色髮圈束摘下來。影片結束在薇蘿妮卡邀請瑪莎，在畢業舞會一起去看電影。

## 主要演員
- 薇諾娜·瑞德飾演薇蘿妮卡·索耶（Veronica Sawyer）
- 克利斯汀·史萊特飾演「J.D.」傑森·狄恩（Jason "J.D." Dean）
- Shannen Doherty飾演希德·杜克（Heather Duke）
- Lisanne Falk飾演希德·麥克納馬拉（Heather McNamara）
- 金·沃克飾演希德·錢德勒（Heather Chandler）
- Penelope Milford飾演Pauline Fleming
- Glenn Shadix飾演Father Ripper
- Lance Fenton飾演科特·凱利（Kurt Kelly）
- Patrick Labyorteaux飾演拉姆·史威尼（Ram Sweeney）
- Jeremy Applegate飾演Peter Dawson
- Em Lodge飾演M.C. May
- Renée Estevez飾演Betty Finn
- Carrie Lynn飾演「Dumptruck」瑪莎·杜史克（Martha Dunnstock）
- John Ingle飾演Principal Gowan
- Kirk Scott飾演Big Bud Dean
- Phill Lewis飾演Dennis
- William Cort與Jennifer Rhodes飾演薇蘿妮卡的父母
- Stuart Mabray飾演Counsellor Paul Hyde
- Mark Bringelson飾演Officer McCord
- Chuck LaFont飾演Officer Milner

## 製作

### 開發
丹尼爾·沃特斯在1986年於影碟出租店工作時，就開始著手撰寫電影的劇本。沃特斯出於對史丹利·庫柏力克的景仰與對他「能拍一部三小時的電影」的印象，而希望影片給他執導（片中開頭的學校餐廳，也是對庫柏力克作品《金甲部隊》的致敬。）。。但在幾次嘗試失敗後，沃特斯藉著共同朋友的關係，找上了邁克爾·萊曼。萊曼同意與製片人Denise Di Novi一起執導這部電影。
在早期劇本中，J.D. 成功炸毀學校，最後一幕讓所有學生，在天堂舉辦畢業舞會。新世界影業的製片在決定資助影片的同時，表明不喜歡這個黑暗的結局，並要求修改劇本。
部份影評人則把《希德姐妹幫》與在1976年，同為低成本製作的《中央高中大屠殺》相提並論。沃特斯聲稱自己在撰寫《希德姐妹幫》時，並沒有看過《中央高中大屠殺》；但是他有在Danny Peary一本講邪典電影的書上，讀過該片的影評。所以「那片子可能在我的潛意識中徘徊著」。

### 選角
由於希德姐妹幫的故事太過黑暗，許多演員拒絕參與演出。起初，該片曾經考慮由Justine Bateman或珍妮佛·康納莉飾演薇蘿妮卡。拍片當時十六歲的瑞德，相當渴求參與此片拍攝；還以免費出演為條件，求沃特斯讓她飾演薇蘿妮卡。當時的沃特斯，不認為瑞德適合出演薇蘿妮卡一角，瑞德則稱當時的自己「與《陰間大法師》出演的角色沒兩樣：我當時的臉很蒼白、有一頭藍黑色的頭髮、還去比佛利中心的美斯百貨叫他們替我改頭換面。」。瑞德的經紀人則大加反對她出演的決定：為了說服她不要出演，經紀人甚至在瑞德面前四肢跪地、警告該片會毀掉她的職業生涯。直到最後才決定由瑞德飾演薇蘿妮卡。
布萊德·彼特曾試鏡 J.D.，但最後被沒有過。史萊特則在以為試鏡失敗後氣急敗壞、把自己的劇本撕掉並丟到垃圾桶。
當時十七歲的海瑟·葛拉罕也被邀請飾演希德·錢德勒，但由於她父母反對，她決定拒絕出演。劇組因此考慮當時與史萊特交往的沃克。拍片當時二十三歲的 Lisanne Falk 則在試鏡時謊報自己的年齡，直到演出麥克納馬拉時，她才報出自己的真實年齡。當時十七歲的 Shannen Doherty 起初想飾演薇蘿妮卡。但當時該角色已經決定由瑞德演出，製片就建議她試試看希德·錢德勒一角。Doherty 則對希德·杜克更有興趣、最後以她對杜克「令人驚嘆的」理解，確定了飾演的事宜。製片本來希望 Doherty 把頭髮染為金黃，以配合兩位希德姐妹，但 Doherty 拒絕了。最終雙方妥協，讓杜克以紅頭髮登場。

### 拍片
影片的在主體拍攝在1988年的二月到三月間。該次拍攝花了33天、預算為300萬美元。故事雖然在俄亥俄州，全片實際上在洛杉磯完成。而「韋斯特堡高中」（Westerburg High School）的名稱為科瓦利斯高中（現Bridges Academy）、維爾杜戈山高中、約翰亞當斯中學的混合詞。體育場在維爾杜戈山高中拍攝、樓梯上的高潮場景則在約翰亞當斯中學拍攝。 葬禮場景在加州帕薩迪納的天使教堂拍攝。魔法奇兵與新婚告急也該地拍攝過。

## 票房

### 電影院
希德姐妹幫於1989年1月21日在日舞影展上映，並在同年三月New World Pictures破產前夕，在美國公開放映。放映當時該片由於首映週末收入177,247美元，五週後的最終在票房收入為 110 萬美元，因而被視為票房毒藥。

## 評價

### 放映時的評價
新聞記者德森·湯姆森在1989年四月於《華盛頓郵報》評價影片「不用靠學習法律、也不用穿皮帶，就能享受最骯髒、最殘酷的樂趣。如果把電影比喻為食品的話，那於《希德姐妹幫》就是犬儒者的巧克力狂歡」。 《芝加哥太陽報》的影評羅傑·艾伯特在滿分為4顆星的評價上，給影片2.5顆星。他評論希德姐妹幫是個「有關同儕壓力、青少年自殺、還有小團體致命性的病態喜劇。不僅排斥，而且相殘。」 While conceding its ability to provoke thought and shock, Ebert questioned how the mixed sensibility as a dark murder comedy and "cynical morality play" led to difficulty in understanding its point of view, while remarking that, "Adulthood could be defined as the process of learning to be shocked by things that do not shock teenagers, but that is not a notion that has occurred to Lehmann."

### 回顧的評價
在爛蕃茄，根據56位影評的回顧性影評，影片得到了93%的支持率。平均評價為7.80/10。一些重要的共識有：「黑暗、犬儒、顛覆性的《希德姐妹幫》如同電鋸般，輕易地劈開了青少年喜劇的慣例、改變了此類作品的遊戲規則」。在Metacritic中，20個影評給影片打下72/100的分數。學術界把希德姐妹幫與1980年代到1990年代早期，把美國青年描述為文化戰爭重要組成的影片相互對比。
沃特斯給電影建立一套特定的俚語和說話風格，以確保影片的語言能擁有跨越時代的水準，而不只反應當時青少年的俚語。此片是最常被《牛津英語詞典》引用的電影之一。

## 外部連結
- 互联网电影数据库（IMDb）上《希德姐妹幫》的资料（英文）
- 美国电影学会目录上的《希德姐妹幫》（英文）
- 特納經典電影頻道上 《希德姐妹幫 （页面存档备份，存于）》的資料。
- Box Office Mojo上《希德姐妹幫》的資料（英文）
- 爛番茄上《希德姐妹幫》的資料（英文）
- Metacritic上《希德姐妹幫》的資料（英文）